# Masherbrum
Il Masherbrum (conosciuto anche come K1) è una montagna del Karakorum, con i suoi 7.821 metri la ventiduesima più alta del globo e l'undicesima del Pakistan.

## Storia

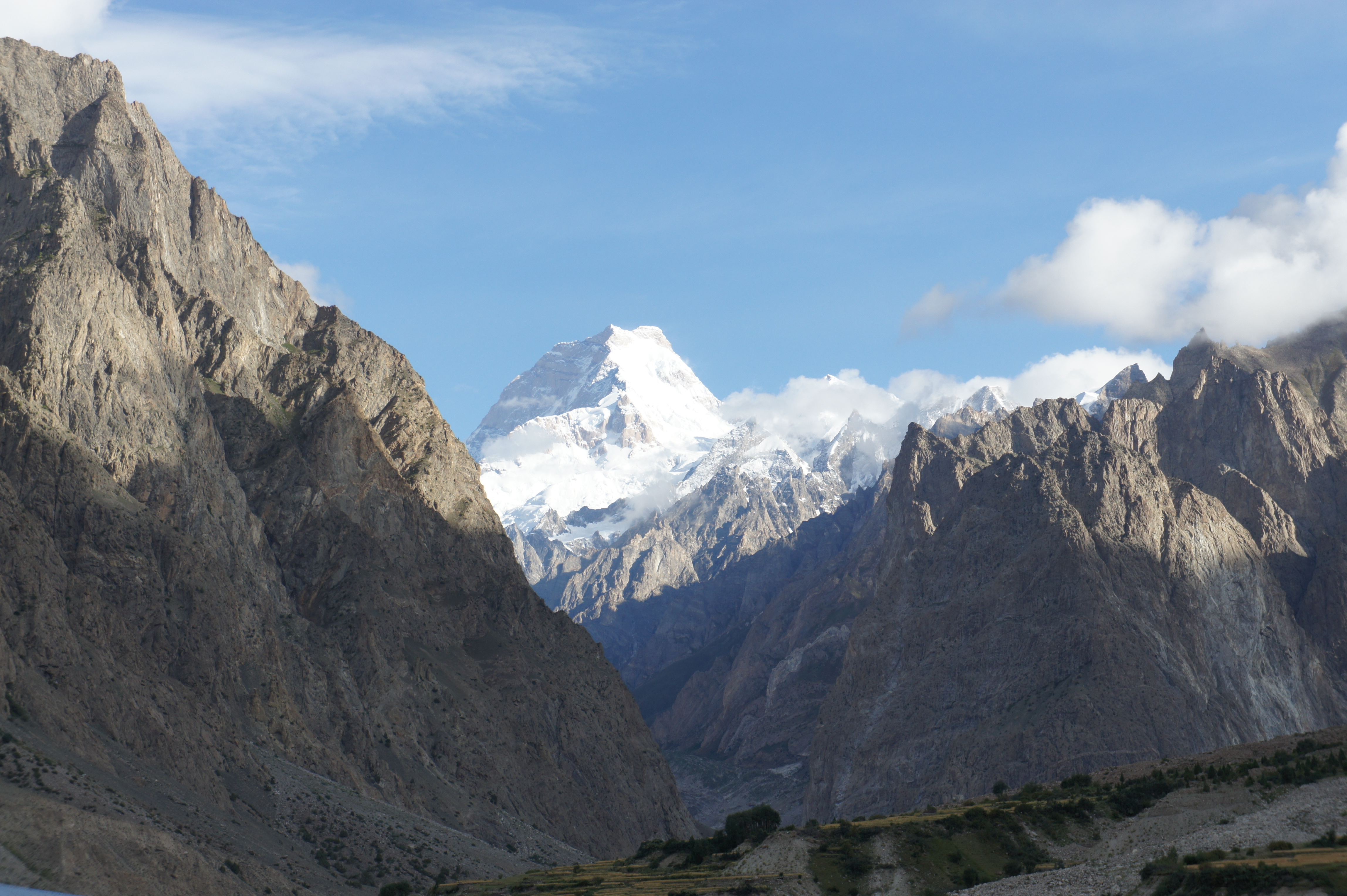
Il Masherbrum visto da una valle laterale

Nel 1856, Thomas George Montgomerie, un ingegnere britannico, mentre realizzava lavori di carattere topografico, esagerò nello stimare la sua pur enorme altezza e lo chiamò K1 (vetta 1 del Karakorum), considerandolo appunto la vetta più elevata del complesso. L'errore fu riconosciuto pochi anni più tardi, ma i nomi già assegnati rimasero. Gli abitanti del luogo già lo indicavano con il nome attuale.
Il Masherbrum fu avvicinato nel 1911 dall'intrepida coppia formata dal dottor William H. Workman e da sua moglie Fanny.
Nel 1938 fu effettuato il primo vero tentativo alla vetta, dal versante sud. Il tentativo fallì a pochi metri dalla cima.
Dopo due importanti tentativi senza successo avvenuti nel 1955 e 1957, il Masherbrum fu finalmente scalato nel 1960 da George Irving Bell e Willi Unsoeld, che facevano parte di una missione mista statunitense e pakistana guidata da Nick Clinch. I tre alpinisti raggiunsero la vetta per il versante sud-est, una via che era stata scartata dalle spedizioni precedenti.
La lista Himalayan Index include altre tre ascensioni più sei tentativi falliti. Le nuove ascensioni hanno garantito l'apertura di due nuove vie: per la via nord-est e per lo spigolo nord-ovest della parete nord.

## Descrizione
Questa elegante montagna si trova nella regione pakistana del Karakoram, a fianco del ghiacciaio Baltoro. È il picco più alto delle Masherbrum Mountains, una suddivisione del Karakorum.
Pur essendo una montagna di notevole bellezza viene spesso trascurata dagli scalatori a causa del fatto che non rientra nella speciale categoria degli ottomila, anche se per soli 179 m. Come se non bastasse, la sua vicinanza con quattro dei quattordici ottomila esistenti sul pianeta, e cioè il K2, il Gasherbrum I, il Broad Peak ed il Gasherbrum II, sembra ulteriormente privarla di attenzione da parte degli alpinisti.
Il significato del nome non è chiaro. Può derivare da mashar (moschetto) e da brum (montagna), per la sua somiglianza nella sua cima con un antico moschetto. Può altresì provenire da masha (regina o signorina) prendendo il significato di "regina delle vette". Negli anni si sono avanzate anche altre teorie.

### Accesso
Il Masherbrum si trova sul lato sud del ghiacciaio Baltoro proprio nel cuore del Karakorum centrale. Quest'ultimo è la pista più battuta anche per accedere agli ottomila del luogo. La montagna si trova sull'estremo nord della Valle di Hushe che si percorre per scalarlo dal versante meridionale.